# Radłów (województwo dolnośląskie)
Radłów – wieś w Polsce położona w województwie dolnośląskim, w powiecie trzebnickim, w gminie Zawonia.
W latach 1975–1998 miejscowość położona była w województwie wrocławskim.
Archeolodzy stwierdzili w Radłowie ślady osadnictwa już z epoki kamienia, stwierdzono też, że wieś ta pochodzi z okresu wczesnego średniowiecza.
Na obszarze wsi udokumentowana dwa stanowiska archeologiczne:
- Radłów 1/35/76-29 AZP ślad osadnictwa z epoki kamienia
- Radłów 2/36/76-29 AZP wieś z okresu wczesnego średniowiecza

Jak twierdzą historycy,  1288 r. książę Henryk IV Prawy nadał wieś nazwaną wówczas Radlovo kolegiacie św. Krzyża we Wrocławiu. Następnie wieś przeniesiona została na prawo niemieckie tworząc sołectwo. Inne nazwy wsi używane w dokumentach prezentują się następująco:
- w 1380 r. – Radilwicz,
- w 1417 r. – Radilwitz,
- ok. 1700 r. – Radelow,
- od XVIII w. do 1937 r. Radelau, zmieniona później na Bergruh.

Wieś do 1810 r. należała do kolegiaty a następnie do Skarbu Państwa. W latach 1876–1945 dobra w Radłowie były połączone z dobrami w Głuchowie Dolnym. W połowie XVIII w. było tu 3 kmieci, 5 chałupników oraz 2 rzemieślników. 
Jeśli chodzi o napływy i odpływy ludności na przestrzeni lat, sytuacja ta klarowała się następująco:
- w 1785 r. odnotowano we wsi 31 mieszkańców,
- w 1830 r. – 46, zanotowano też istnienie wiatraka,
- w 1898 r. – 70 mieszkańców,
- w 1922 r. – 52,
- w 1934 r. – 38,
- w 1993 r. – 50 mieszkańców i 7 gospodarstw rolnych,
- w 1997 r. – 53,
- w 2002 r. – 50,
- w 2006 r. – 45.

Obecnie miejscowość zamieszkuje 45 osób.
Zabytki wpisane do gminnej i wojewódzkiej ewidencji zabytków:
Budynek mieszkalno – gospodarczy Nr 2 ok. 1910 r.
Stodoła Nr 2 ok. 1910 r.
Dom mieszkalny Nr 6 1921 r.
Dom mieszkalny Nr 7 ok. 1880 r.